# Argodrepana
Argodrepana és un gènere de papallones nocturnes de la subfamília Drepaninae.

## Taxonomia
- Argodrepana verticata Warren, 1907
- Argodrepana galbana Wilkinson, 1967
- Argodrepana auratifrons Warren, 1922
- Argodrepana denticulata Wilkinson, 1967
- Argodrepana tenebra Wilkinson, 1967
- Argodrepana umbrosa Wilkinson, 1967
- Argodrepana marilo Wilkinson, 1970